# Gökdeniz Bayrakdar
Gökdeniz Bayrakdar (Kandıra, 23 novembre 2001) è un calciatore turco, attaccante del Bodrumspor.

## Caratteristiche tecniche
È un'ala destra.

## Carriera
Cresciuto nel settore giovanile del Kocaelispor, debutta in prima squadra il 30 agosto 2017 in occasione dell'incontro di Türkiye Kupası perso 1-0 contro il Düzcespor; resta fra le file del club neroverde per tre stagioni e segna 20 reti in 80 partite di quarta divisione. Dopo aver vinto il campionato al termine della stagione 2019-2020 viene acquistato dall'Antalyaspor compiendo di fatto un triplo salto di categoria; debutta in Süper Lig il 19 settembre contro il Beşiktaş e realizza pochi minuti dopo il suo ingresso in campo la rete del definitivo 1-1.

## Statistiche
Statistiche aggiornate al 4 marzo 2021.

### Presenze e reti nei club
| Stagione           | Squadra            | Campionato         | Campionato | Campionato | Coppe nazionali | Coppe nazionali | Coppe nazionali | Coppe continentali | Coppe continentali | Coppe continentali | Altre coppe | Altre coppe | Altre coppe | Totale | Totale | Totale |
| Stagione           | Squadra            | Comp               | Pres       | Reti       | Comp            | Pres            | Reti            | Comp               | Pres               | Reti               | Comp        | Pres        | Reti        | Pres   | Reti   |        |
| ------------------ | ------------------ | ------------------ | ---------- | ---------- | --------------- | --------------- | --------------- | ------------------ | ------------------ | ------------------ | ----------- | ----------- | ----------- | ------ | ------ | ------ |
| 2017-2018          | Kocaelispor        | 3L                 | 19         | 3          | CT              | 1               | 0               |                    | -                  | -                  |             | -           | -           | 20     | 3      |        |
| 2018-2019          | Kocaelispor        | 3L                 | 34         | 5          | CT              | 2               | 0               |                    | -                  | -                  |             | -           | -           | 36     | 5      |        |
| 2019-2020          | Kocaelispor        | 3L                 | 27         | 12         | CT              | 2               | 1               |                    | -                  | -                  |             | -           | -           | 29     | 13     |        |
| Totale Kocaelispor | Totale Kocaelispor | Totale Kocaelispor | 80         | 20         |                 | 5               | 2               |                    | -                  | -                  |             | -           | -           | 85     | 22     |        |
| 2020-2021          | Antalyaspor        | SL                 | 25         | 5          | CT              | 4               | 2               |                    | -                  | -                  |             | -           | -           | 29     | 7      |        |
| Totale carriera    | Totale carriera    | Totale carriera    | 105        | 25         |                 | 9               | 3               |                    | -                  | -                  |             | -           | -           | 114    | 28     |        |

## Palmarès

### Club

#### Competizioni nazionali
- TFF 3. Lig: 1

Kocaelispor: 2019-2020 (Girone 2)